# Phyllomacromia bispina
Phyllomacromia bispina – gatunek ważki z rodziny Macromiidae.